# Міжнародні сили сприяння безпеці

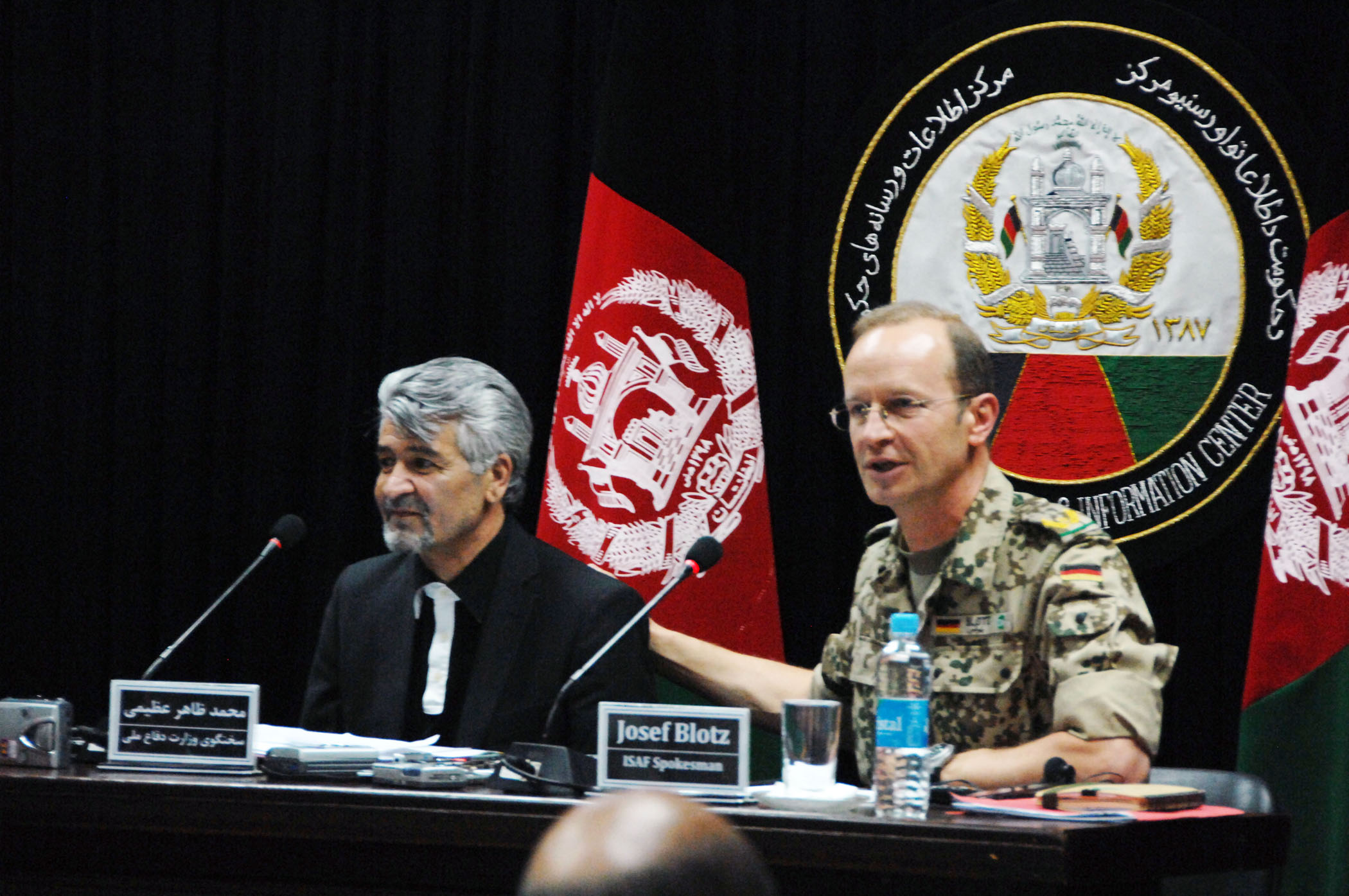
Речник міністра оборони Афганістану Мохаммед Захір Азімі поруч з бригадним генералом Бундесверу Йозефом Блоцом на конференції. 2010

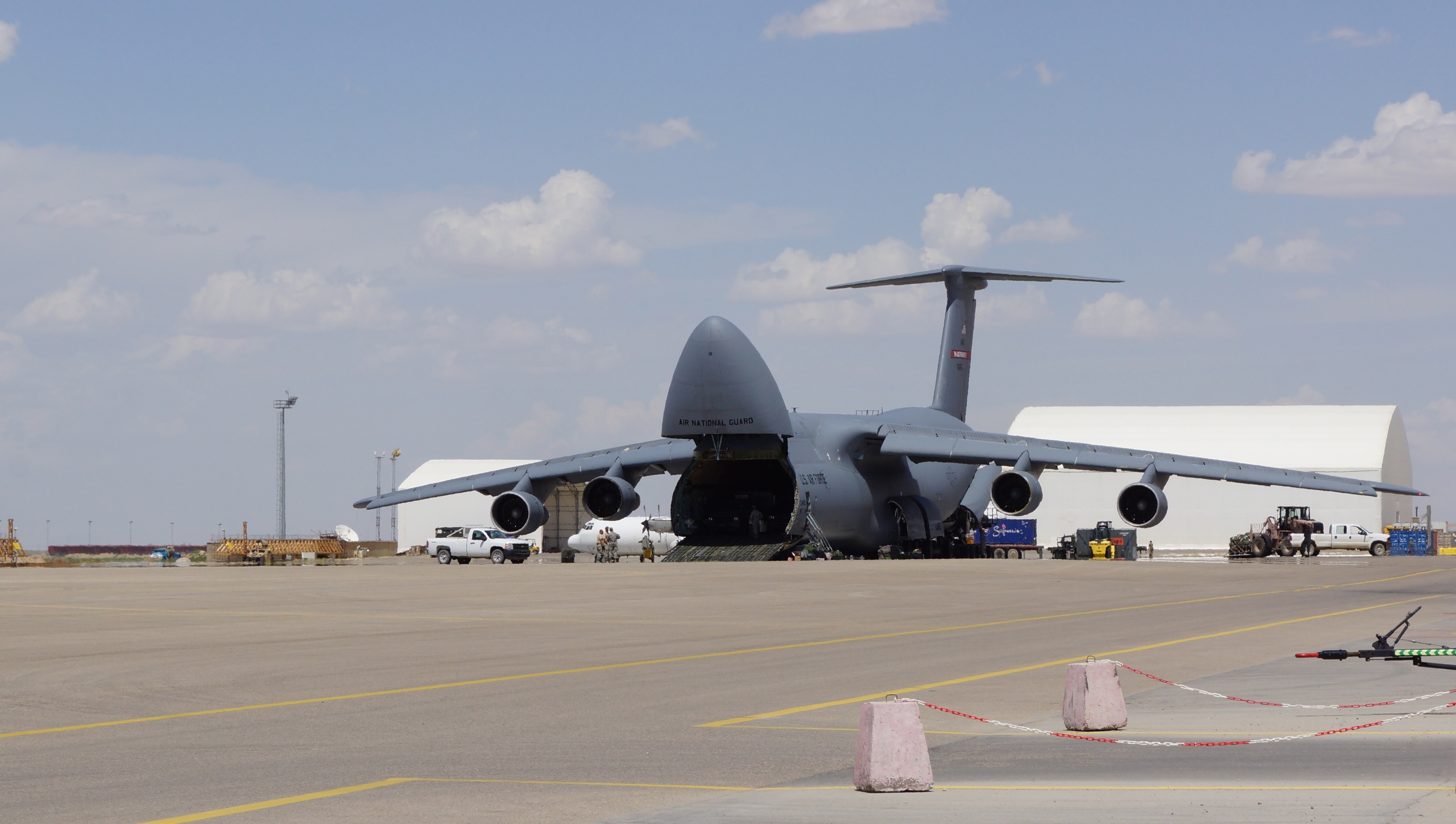
Американський стратегічний військово-транспортний літак C-5 «Ґелексі» на аеродромі табору Мармал у Мазарі-Шариф, основна військова база Регіонального командування «Північ». 22 травня 2012

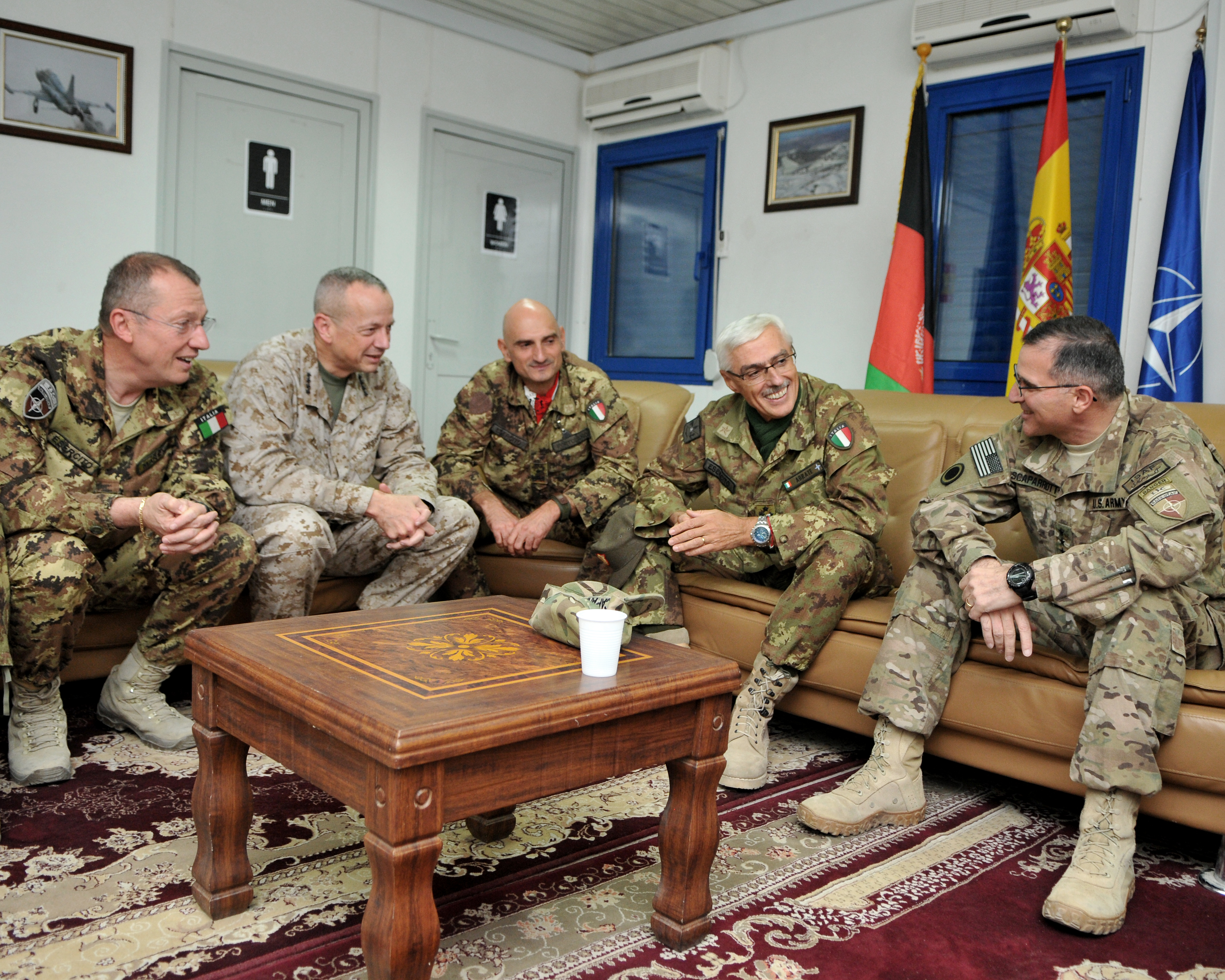
Зустріч італійського командування з командувачем ISAF американським генералом Джоном Алленом у штаб-квартирі Регіонального командування «Захід» в Гераті. 29 вересня 2011

Міжнародні сили сприяння безпеці (англ. International Security Assistance Force, ISAF) — міжнародна коаліційна місія зі сприяння безпеці в Ісламській Республіці Афганістан під проводом НАТО, що була заснована Радою Безпеки ООН, відповідно до Розділу VII Статуту ООН, у грудні 2001 року у відповідності до Резолюції 1386, згідно Боннській угоді 2001 року. Головним завданням цієї багатонаціональної місії є тренування Афганських національних сил безпеки та допомога уряду Афганістану у побудові миру в країні, що відновлюється після десятиліть громадянської війни, а також запобігти тому, щоби вона знову стала притулком для терористів.
ISAF розгорнули свою діяльність спочатку на території столиці та прилеглій території, протидіючи силам Талібану, Аль-Каїди та польовим командирам, для надання допомоги у ставленні Тимчасового перехідного уряду Афганістану на чолі з Х.Карзаєм. У жовтні 2003 Рада Безпеки ООН розширила повноваження Міжнародних сил сприяння безпеці на усю територію Афганістану. Для реалізації цього завдання Міжнародна місія організувала поступове розширення військової присутності коаліційних військ у 4 етапи. В період з 2006 до 2011 року, МССБ були залучені в інтенсивні бойові дії з протистоячими угрупованнями бойовиків ісламістських рухів опору, зокрема у південних та східних провінціях Афганістану.
За станом на 1 червня 2014 року близько 49 902 військових з 48 країн проходять службу у складі МССБ. Операція офіційно завершилась 28 грудня 2014 року.
1 січня 2015 НАТО розпочала в Афганістані нову місію «Рішуча підтримка» (англ. Resolute Support Mission), яка змінила військову місію Міжнародних сил з підтримки безпеки в Афганістані (ISAF).

## Історія

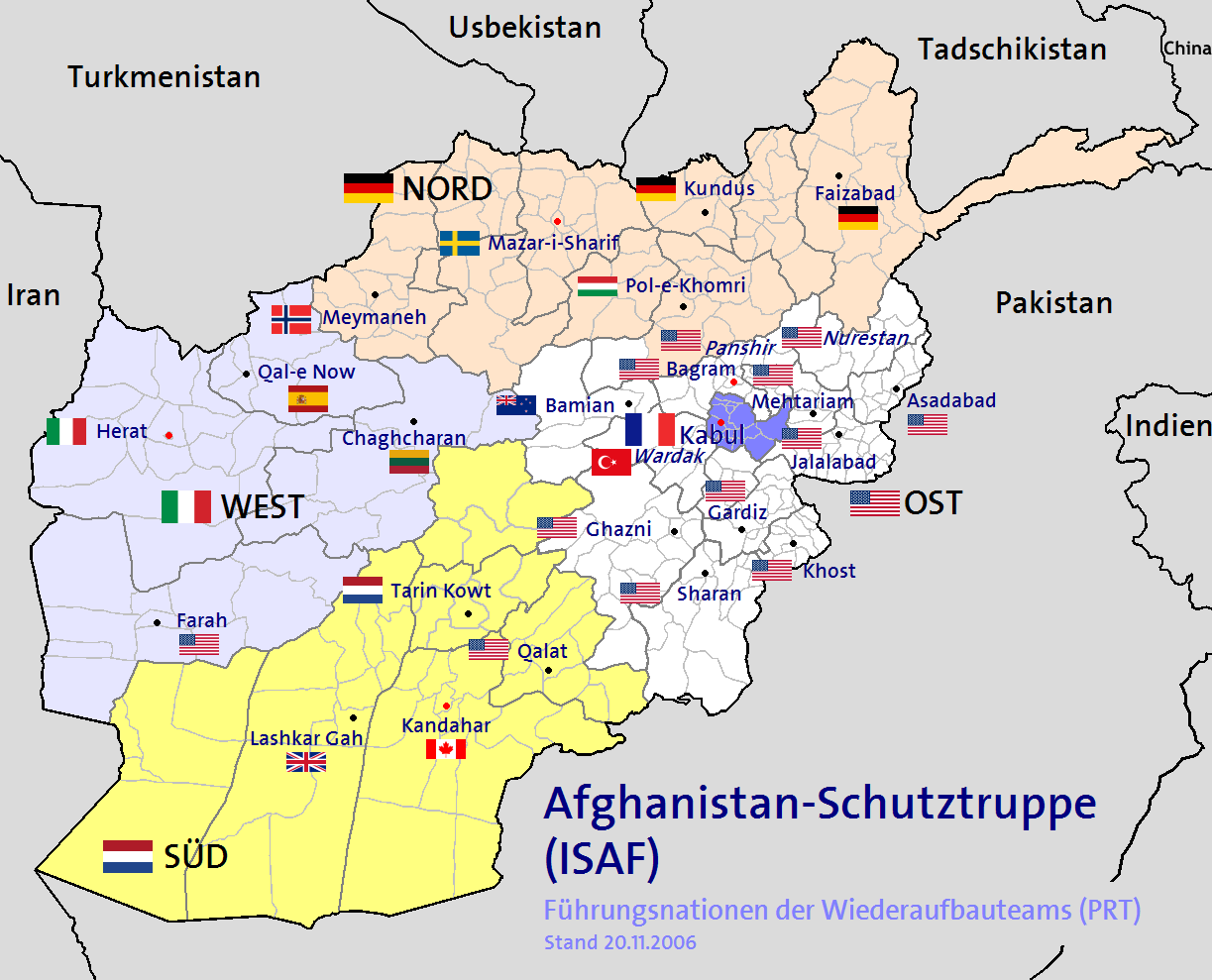
Дислокація ISAF на 24 лютого 2007

Потреба в присутності НАТО на території Афганістану виникла внаслідок терористичних нападів 11 вересня проти Сполучених Штатів Америки. Одразу після цих нападів Сполучені Штати розгорнули в Афганістані операцію з метою витіснення звідти терористичного угруповання Аль-Каїди, що взяло на себе відповідальність за напади 11 вересня, а також репресивного режиму талібів, що надавав притулок Аль-Каїді.
Після цієї операції у 2001 році було розгорнуто миротворчу операцію Міжнародних сил сприяння безпеці (МССБ). Спочатку МССБ були під проводом окремих країн-членів НАТО, однак у серпні 2003 року альянс перебрав на себе командування силами.
В Афганістані МССБ перебувають за проханням демократично обраного уряду Афганістану. Їх присутність широко підтримується населенням країни. Присутність сил альянсу на території Афганістану регламентується резолюцією Ради Безпеки ООН, яка визначає мандат МССБ.
На початковій стадії діяльність МССБ мала за мету надання допомоги урядові Афганістану щодо гарантування безпеки в Кабулі та на його околицях. після того як НАТО перебрала на себе командування МССБ у серпні 2003 року, ООН ухвалила поступове поширення повноважень контингенту МССБ за межі Кабула, на всю територію країни. У рамках спільних зусиль міжнародного співтовариства МССБ працюють над створенням умов, за яких афганський уряд був би в змозі здійснювати свої повноваження в усій країні. Для здійснення своєї місії МССБ проводять декілька безпекових операцій, спрямованих на забезпечення захисту афганського народу, нейтралізацію мереж бойовиків та запобігання переховуванню екстремістів на території країни.
МССБ тренують, консультують і допомагають Афганським національним силам безпеки (АНСБ), аби вони могли перейняти на себе ці обов'язки. Сили під проводом НАТО також підтримують i допомагають афганському уряду досягти ефективного управління, стати підзвітним перед народом та отримати широку громадську підтримку.
Діяльність НАТО в Афганістані є складовою частиною більш широких зусиль усього міжнародного співтовариства. Станом на липень 2012 року у діяльності МССБ беруть участь п'ятдесят країн. Серед них — 22 країни, що не є членами НАТО, з усього світу, які співпрацюють з 28 союзниками по НАТО. Це робить МССБ найбільш могутньою коаліцією у новітній історії. Загалом вони становлять майже 25 відсотків країн — членів Організації Об'єднаних націй, що підкреслює широку міжнародну підтримку місії МССБ.

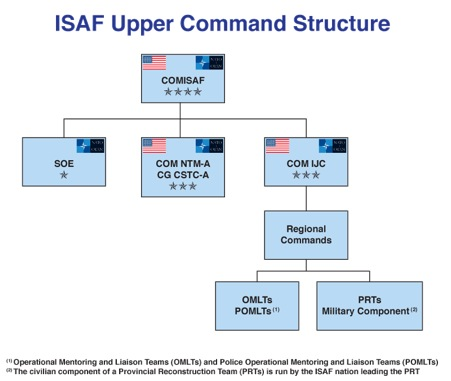
Організаційно-штатна структура вищого командування ISAF з серпня 2009

Проблему Афганістану не можна розв'язати лише військовими методами. Вирішення проблем країни потребує комплексного підходу, який би залучав цивільних та військових гравців і передбачав би заходи із підтримання безпеки у поєднанні з належним управлінням, забезпеченням верховенства права і довгострокового розвитку.
Таким чином, альянс надає підтримку афганському урядові і діє в тісному контакті з іншими міжнародними гравцями, зокрема, Місією ООН зі сприяння Афганістану (UNAMA), Світовим банком, Європейським союзом (ЄС) та організаціями із розвитку.

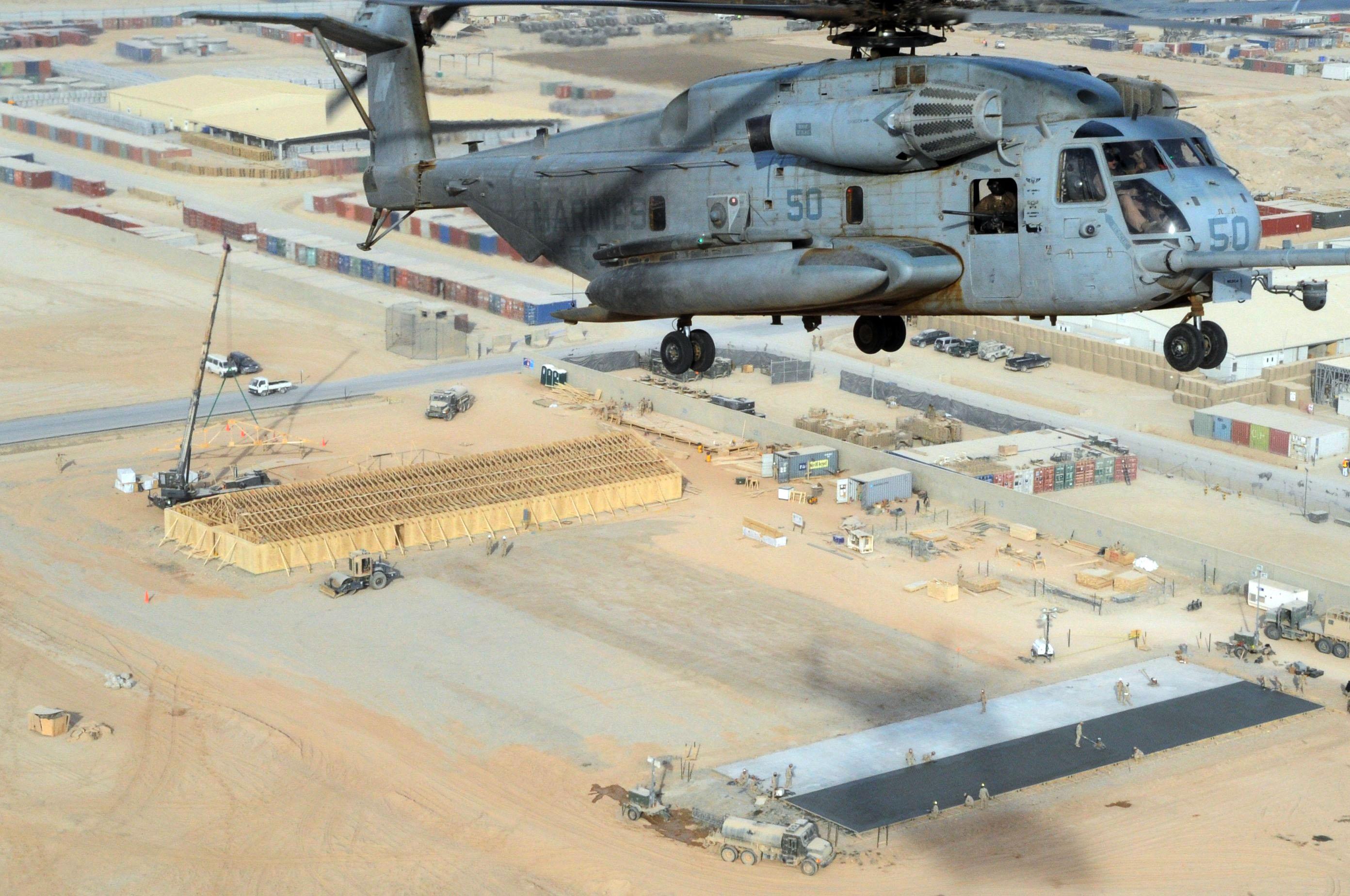
Вертоліт американської морської піхоти CH-53 «Сі Сталліон» над табором Лезернек в провінції Гельменд. Регіональне командування «Південний Захід». 5 січня 2011

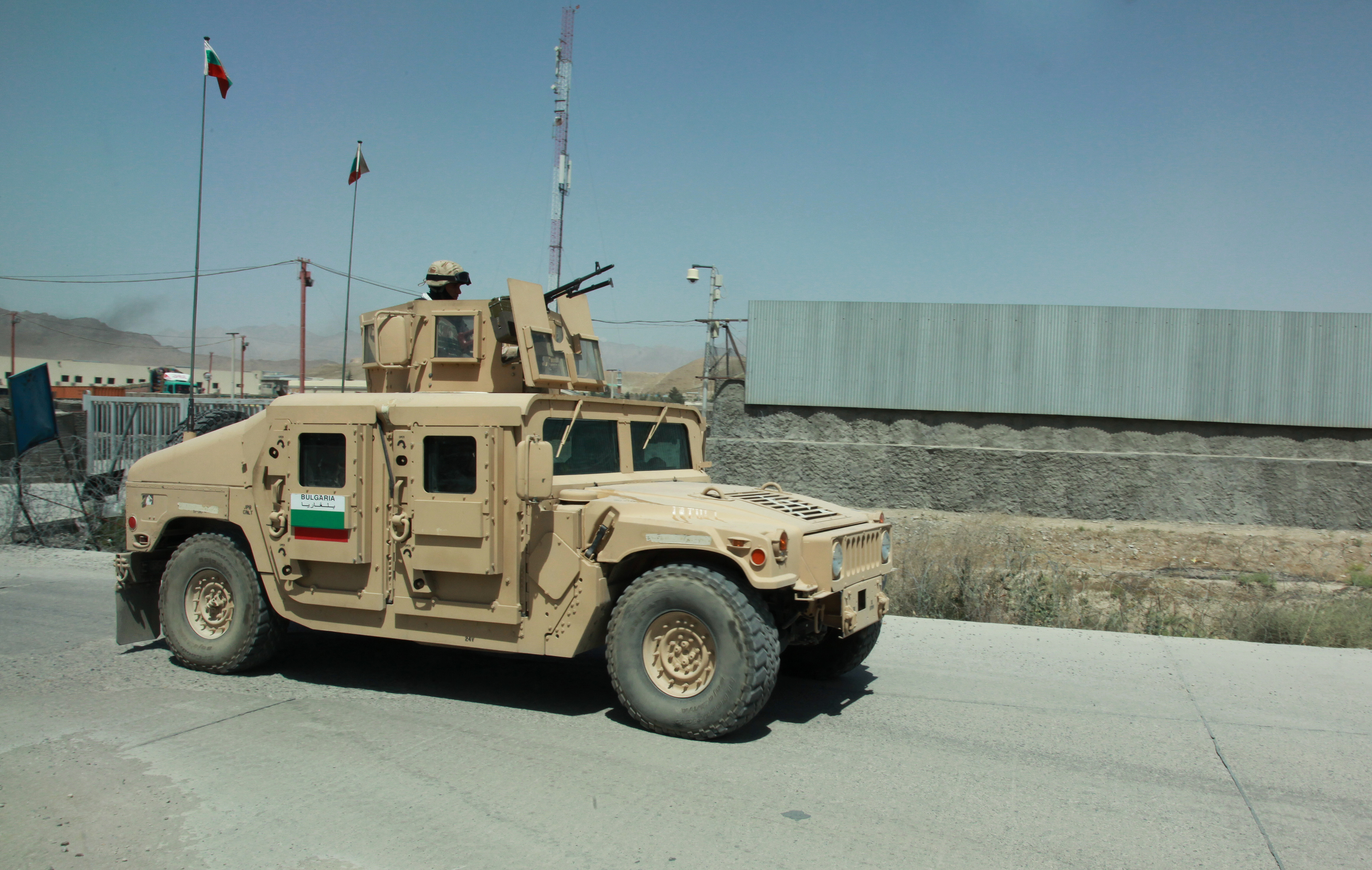
M1114 сухопутних військ Болгарії на патрулюванні на вулицях Кабулу, 28 липня 2009

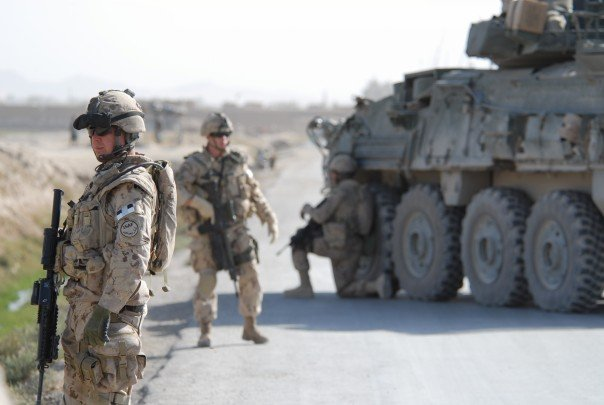
Солдати канадських збройних сил на бойовому завданні в провінції Кандагар.

Після падіння режиму талібів життя афганського народу значно поліпшилося в аспекті безпеки, освіти, охорони здоров'я, утворення можливостей економічного розвитку та врядування. Збільшилася чисельність і підвищився рівень підготовки Афганських національних сил безпеки (АНСБ), які дедалі більше виявляються готовими перебирати на себе основні завдання в галузі безпеки.
У 2001 році вони навіть не існували, а сьогодні Афганська національна армія стає повноцінним збройним формуванням, що має потенціал у галузі розвідки, медичного і матеріально-технічного забезпечення, а також авіатехніки.
Паралельно зі зміцненням безпеки відбувається розбудова необхідної інфраструктури, розвиток основних послуг та поліпшення умов життя.

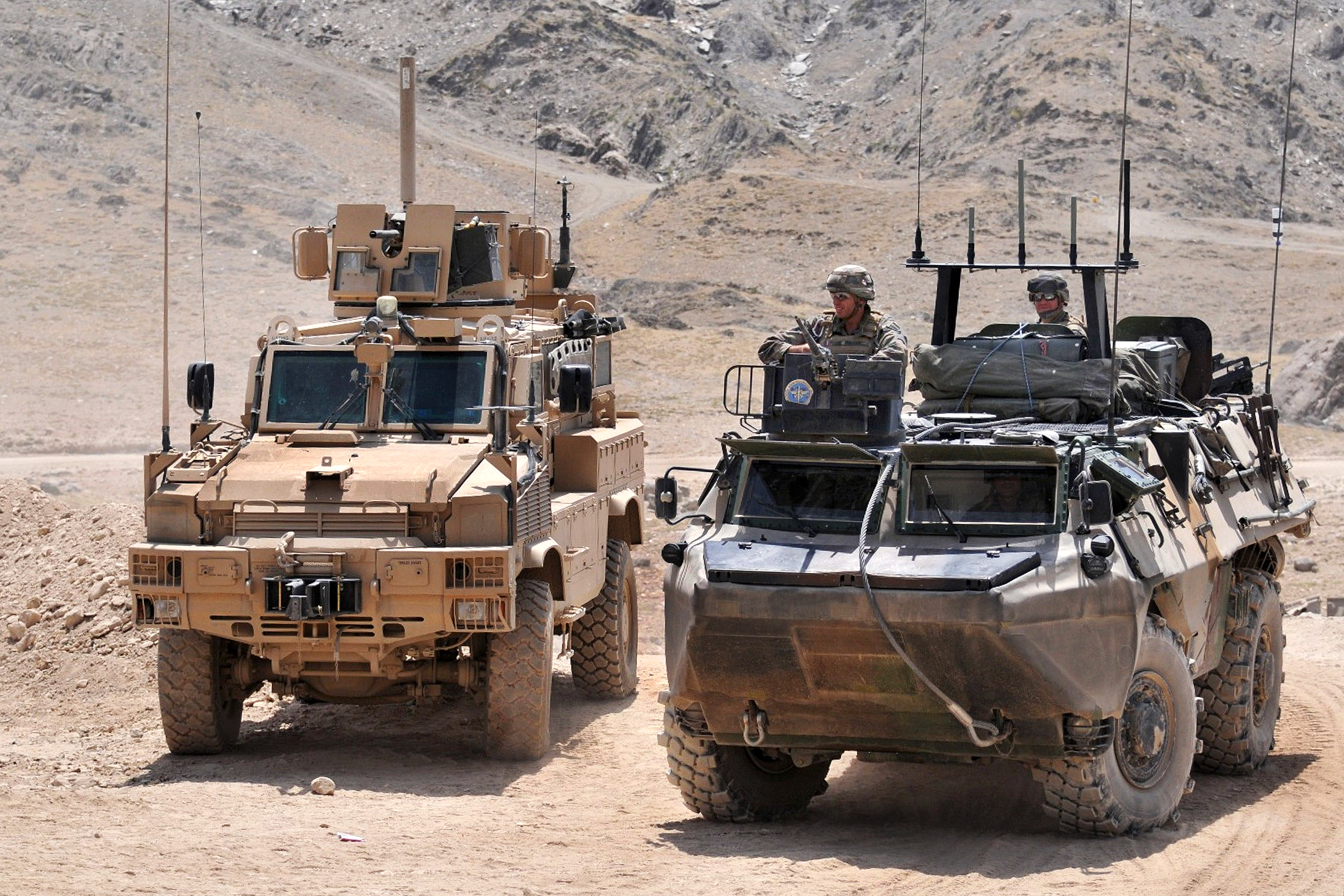
Французькі MRAP RG-31 «Найала» поруч з бронетранспортером VAB в провінції Капіса. 7 серпня 2009

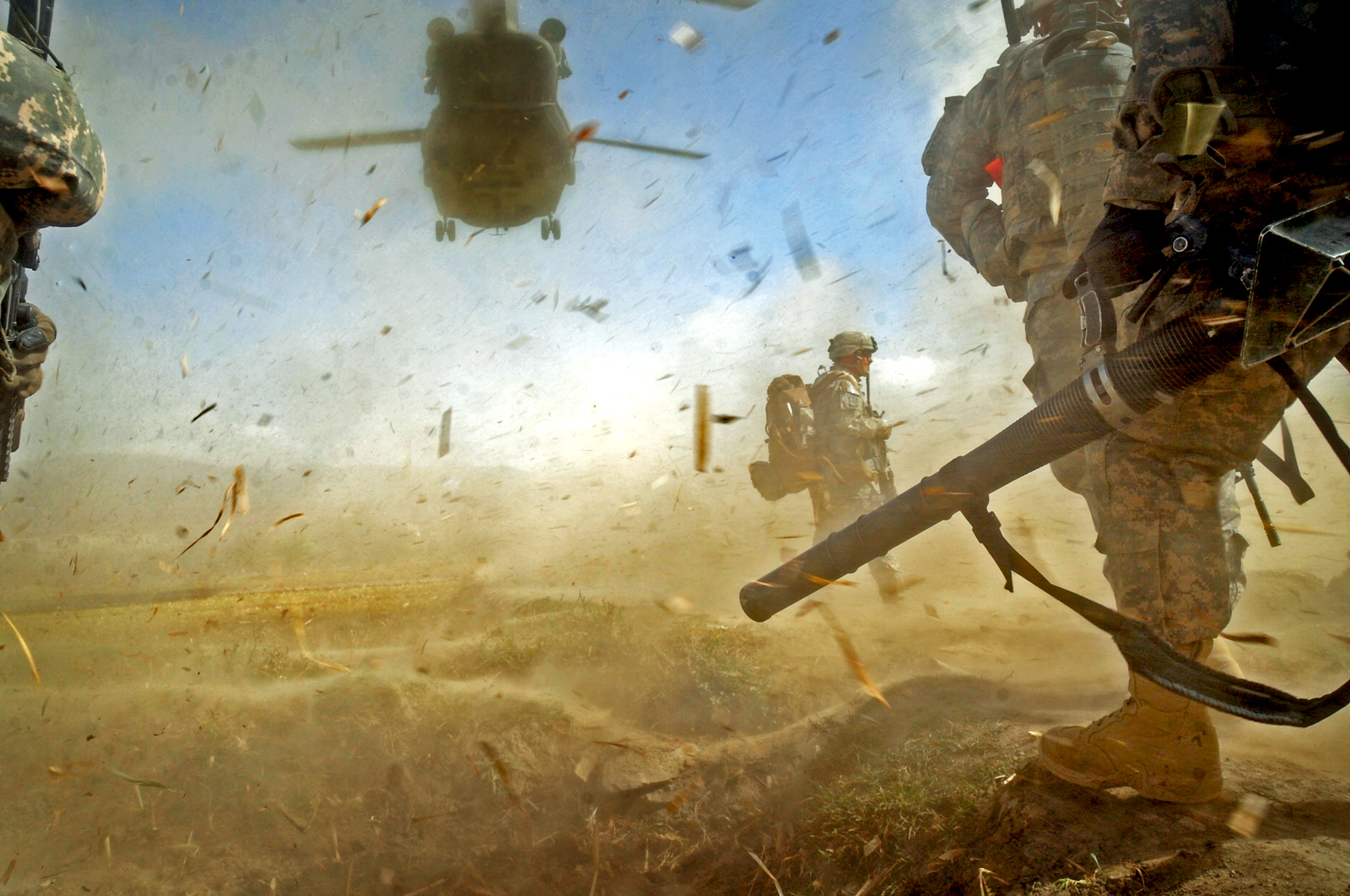
Посадка американських солдат 25-ї піхотної дивізії на борт транспортного вертольоту CH-47 «Чінук». 13 жовтня 2009

Після десятиліть конфлікту стрімко зростає економіка Афганістану: відкриваються нові ринки і дедалі більше людей відчувають переваги підвищення рівня життя. Афганський народ має змогу скористатися перевагами освіти. Відвідання шкіл зросло більш як у вісім разів порівняно з 2001 роком, причому до шкіл пішло значно більше дівчаток. Із 2002 року було підготовлено десятки
тисяч нових вчителів. Значного прогресу вдалося досягти у галузі охорони здоров'я. Дитяча смертність знизилася вдвічі порівняно з 2003 роком, а середня тривалість життя серед жінок зросла більш як на 20 років.

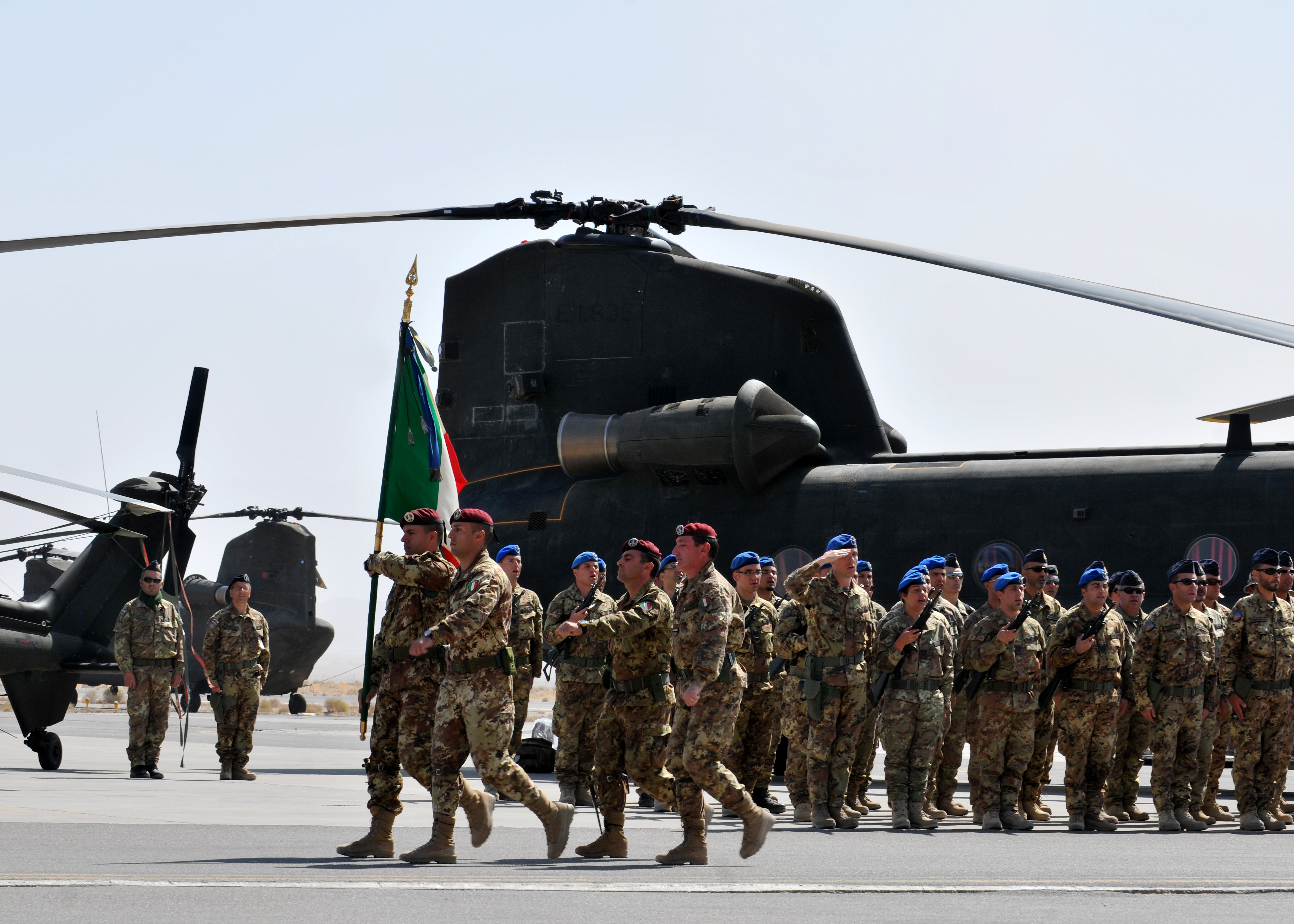
Компонент італійської армії на офіційній церемонії ротації військ в західній афганській провінції Герат. 28 вересня 2011

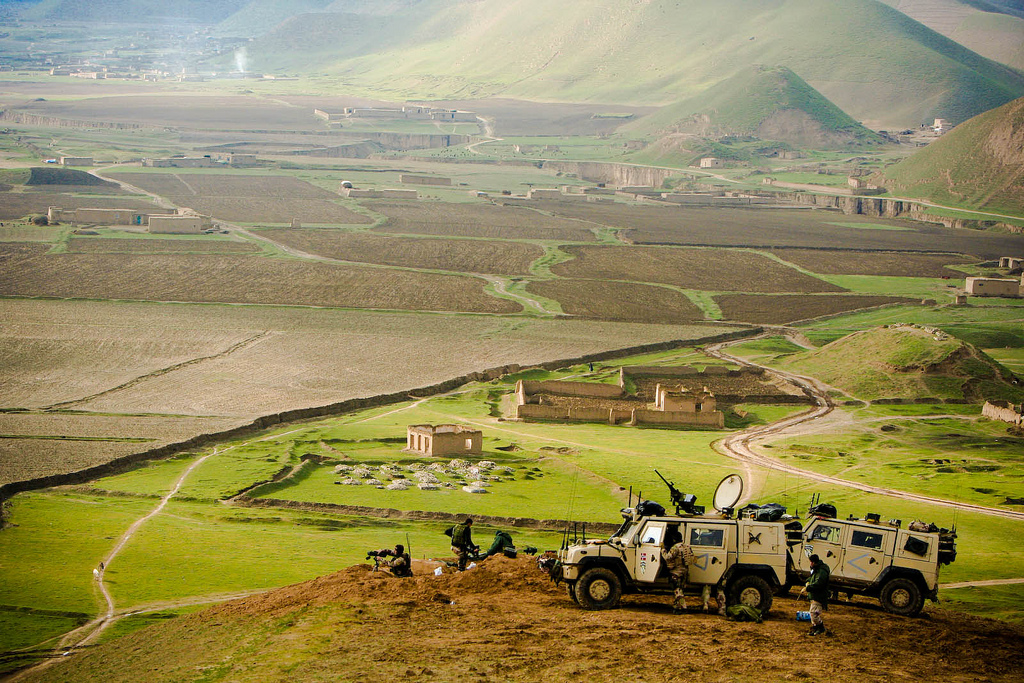
Норвезькі солдати на бронеавтомобілях в провінції Фар'яб. 29 грудня 2009

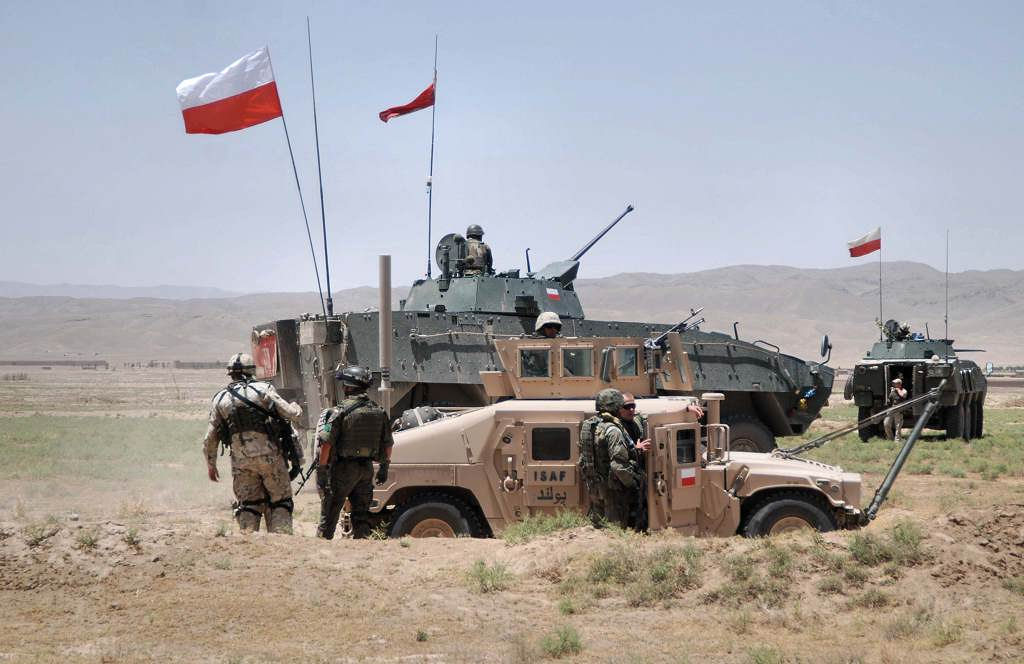
Польські військові на бронетранспортерах KTO Rosomak-M1 та автомобілях HMMWV в Афганістані. 14 липня 2008

Дедалі більше афганців прагнуть того, щоб їхні голоси були почуті. Після падіння режиму талібів, як гриби після дощу, почали виникати нові ЗМІ. До кінця 2011 року на території Афганістану діяло 75 телевізійних станцій, було зареєстровано близько мільйона Інтернет-користувачів і сотні друкованих видань, тоді як за часів талібів ЗМІ в країні майже зовсім не було. НАТО допомогла створити умови, завдяки яким усі ці досягнення стали можливими. північноатлантичний альянс продовжуватиме співпрацювати з Афганістаном, щоби допомогти країні стати самодостатньою.

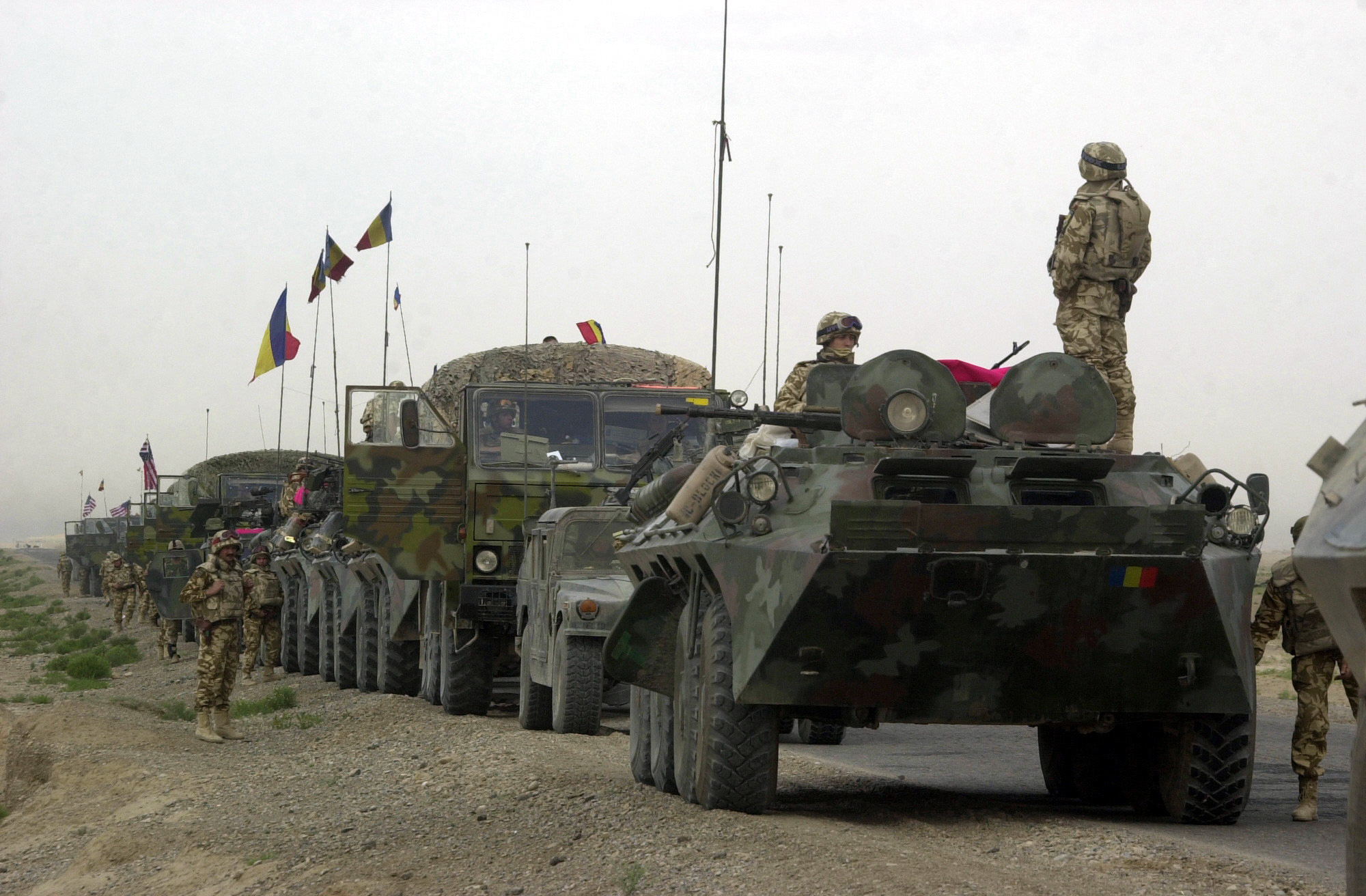
Румунська бронетехніка TAB-77 на марші від Кандагару до Кабулу під час пересування в конвої по території південного Афганістану. 14 травня 2003

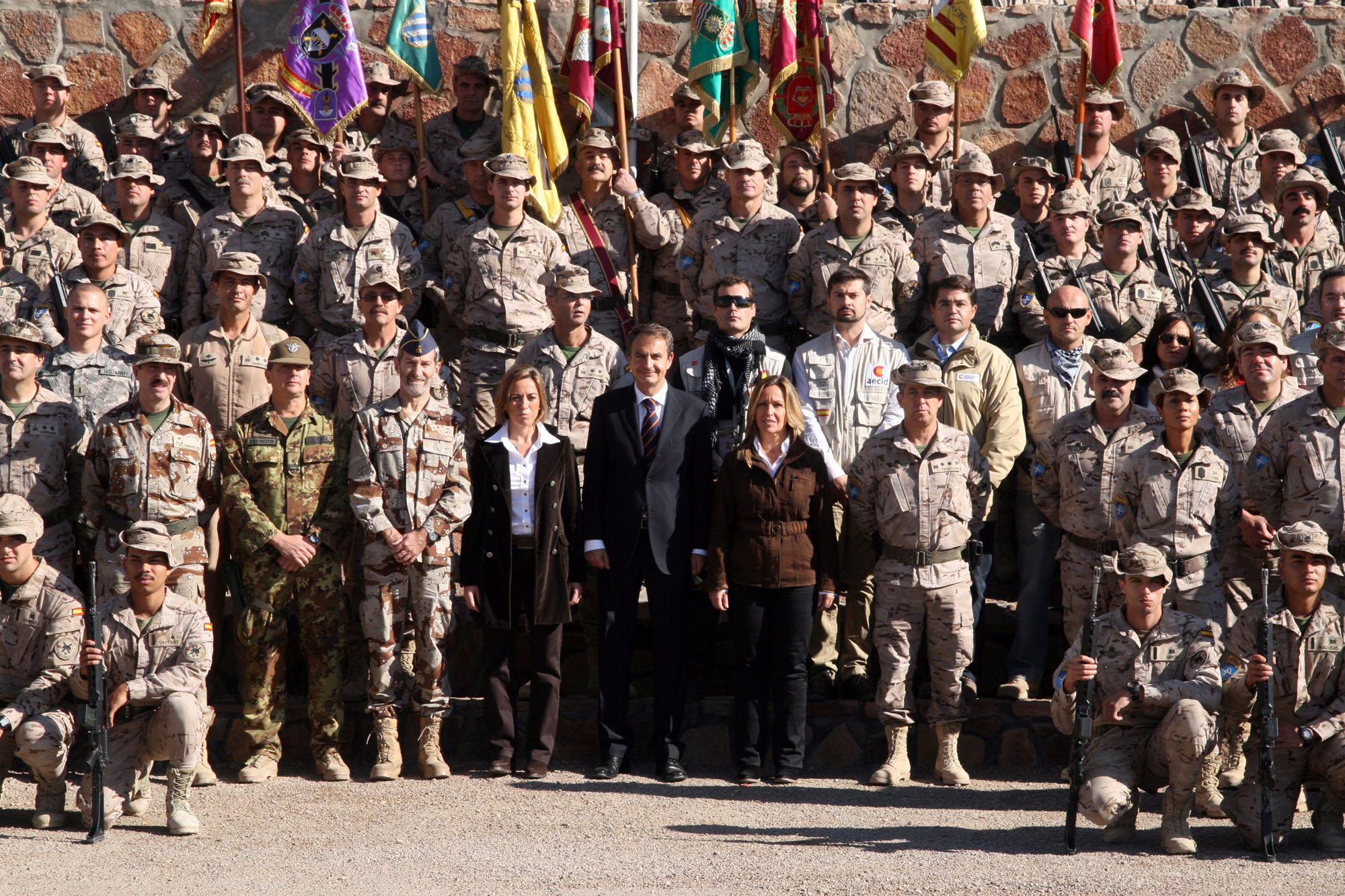
Візит голови іспанського уряду Хосе Луїса Сапатеро іспанських солдат на військовій базі в афганській провінції Бадгіс. 6 листопада 2010

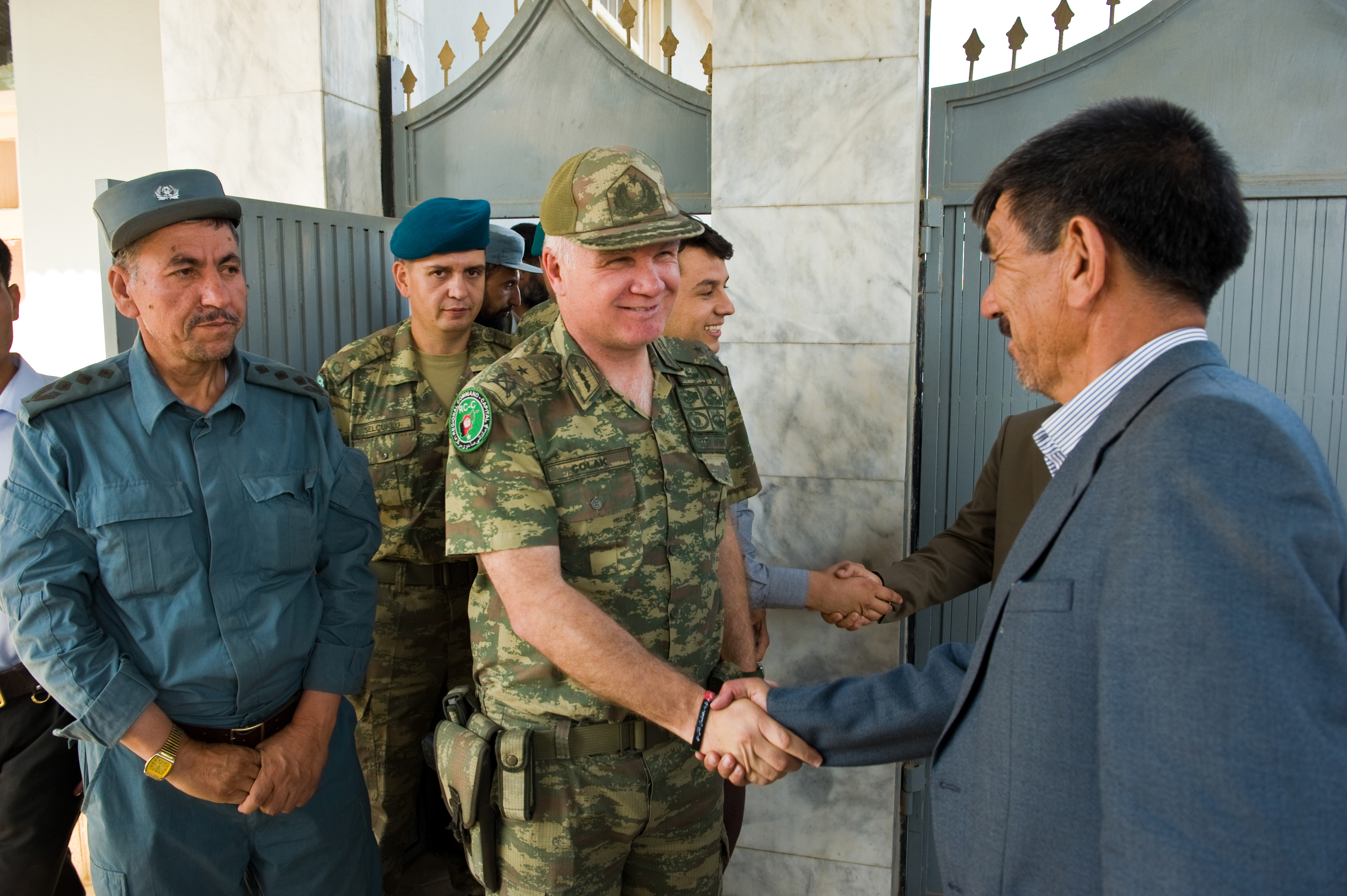
Командування турецького компоненту на візиті щодо доставлення їжі до благодійних організацій Кабулу. 14 вересня 2010

До кінця 2014 року афганські національні сили безпеки (АНСБ) цілком переберуть на себе відповідальність за гарантування безпеки свого народу і країни, і місію Міжнародних сил сприяння безпеці (МССБ) буде завершено. Це прагнення поділяють як президент Афганістану Карзай, який після свого переобрання на пост президента у 2009 році висловився на підтримку завершення
місії МССБ, так і міжнародна спільнота, включаючи НАТО.
Процес переходу повноважень до афганських органів влади розпочався у 2011 році. Відтоді МССБ поступово перейшли від ведення бойових дій до виконання завдань із стимулювання розвитку, зосереджених на навчанні, консультативній допомозі та підтримці афганських партнерів для того, аби вони остаточно перебрали на себе відповідальність за гарантування безпеки в країні і вдалося завершити перехідний період.
Виведення військ МССБ здійснюватиметься паралельно із досягненням прогресу на шляху перехідного періоду та у цілковитій координації з афганською владою. Очікується, що до 2013 року АНСБ стануть спроможними виконувати провідну роль щодо гарантування безпеки по всій території країни. Виведення військ МССБ триватиме до кінця перехідного періоду, запланованого на кінець 2014 року.
Під час зустрічі на вищому рівні у Чикаго в 2012 році керівники альянсу ухвалили рішення про запровадження нової місії НАТО після 2014 року, яка буде спрямована на навчання, надання консультативної допомоги і підтримку афганських сил. Це рішення НАТО і країн-партнерів підкріплене зобов'язанням із забезпечення довгострокової фінансової стабільності афганських національних сил безпеки (АНСБ) у рамках загальних зусиль міжнародної спільноти.
Ширше партнерство між НАТО і Афганістаном розвиватиметься і надалі в рамках Угоди про довгострокове партнерство, підписаній на Лісабонському саміті у 2010 році. Заплановані заходи в рамках Угоди про довгострокове партнерство передбачають:
- заходи у галузі розвитку потенціалу, зокрема, військові освітні програми;
- інформування про негативний вплив корупції та сприяння ініціативам доброчесного врядування;
- допомога Афганістану у досягненні міжнародних стандартів авіаційної системи;
- підготовка в галузі планування на випадок цивільних надзвичайних станів і готовності до стихійних лих;
- заходи громадської дипломатії, спрямовані на поліпшення розуміння НАТО та її ролі в Афганістані.

## Країни-учасники Міжнародних сил сприяння безпеці[5][8]
| Країна               | Чисельність військ | Участь у МССБ | % від загальної чисельності військ | Військ від 1 млн. населення |
| -------------------- | ------------------ | ------------- | ---------------------------------- | --------------------------- |
| США                  | 74.400             | 24/07/2003    | 69,8 %                             | 285,0                       |
| Велика Британія      | 9.500              | 24/07/2003    | 7,4 %                              | 151,3                       |
| Німеччина            | 4.645              | 24/07/2003    | 3,8 %                              | 59,8                        |
| Італія               | 4.000              | 24/07/2003    | 3,0 %                              | 62,6                        |
| Франція              | 2.453              | 24/07/2003    | 2,6 %                              | 52,1                        |
| Польща               | 2.432              | 24/07/2003    | 1,9 %                              | 64,1                        |
| Румунія              | 1.808              | 24/07/2003    | 1,4 %                              | 86,2                        |
| Австралія            | 1.550              | 28/07/2006    | 1,2 %                              | 67,6                        |
| Іспанія              | 1.500              | 24/07/2003    | 1,1 %                              | 31,7                        |
| Туреччина            | 1.271              | 24/07/2003    | 1,0 %                              | 17,8                        |
| Канада               | 950                | 24/07/2003    | 0,4 %                              | 14,7                        |
| Грузія               | 806                | 01/09/2004    | 0,6 %                              | 185,9                       |
| Данія                | 624                | 24/07/2003    | 0,5 %                              | 121,4                       |
| Болгарія             | 563                | 24/07/2003    | 0,5 %                              | 81,8                        |
| Норвегія             | 538                | 24/07/2003    | 0,4 %                              | 105,8                       |
| Бельгія              | 520                | 24/07/2003    | 0,4 %                              | 48,4                        |
| Нідерланди           | 500                | 24/07/2003    | 0,2 %                              | 16,4                        |
| Швеція               | 500                | 24/07/2003    | 0,4 %                              | 52,7                        |
| Чехія                | 423                | 24/07/2003    | 0,4 %                              | 49,9                        |
| Угорщина             | 354                | 24/07/2003    | 0,3 %                              | 33,9                        |
| Південна Корея       | 350                | 14/04/2010    | 0,3 %                              | 7,2                         |
| Словаччина           | 343                | 24/07/2003    | 0,3 %                              | 60,4                        |
| Хорватія             | 274                | 24/07/2003    | 0,2 %                              | 72,9                        |
| Литва                | 241                | 24/07/2003    | 0,19 %                             | 74,4                        |
| Албанія              | 211                | 24/07/2003    | 0,2 %                              | 89,9                        |
| Фінляндія            | 181                | 24/07/2003    | 0,14 %                             | 32,6                        |
| Латвія               | 180                | 24/07/2003    | 0,14 %                             | 78,3                        |
| Північна Македонія   | 177                | 24/07/2003    | 0,14 %                             | 85,6                        |
| Естонія              | 154                | 23/07/2003    | 0,12 %                             | 114,2                       |
| Нова Зеландія        | 152                | 24/07/2003    | 0,12 %                             | 34,3                        |
| Португалія           | 137                | 24/07/2003    | 0,10 %                             | 12,4                        |
| Вірменія             | 127                | 21/10/2009    | 0,10 %                             | 40,5                        |
| Монголія             | 101                | 29/03/2010    | 0,09 %                             | 39,7                        |
| Бахрейн              | 95                 | 00/00/0000    | 0,07 %                             | 69,9                        |
| Азербайджан          | 94                 | 23/07/2003    | 0,07 %                             | 10,0                        |
| Словенія             | 80                 | 24/07/2003    | 0,07 %                             | 43,6                        |
| Боснія і Герцеговина | 59                 | 16/03/2009    | 0,05 %                             | 15,8                        |
| Тонга                | 55                 | 22/10/2010    | 0,004 %                            | 523,8                       |
| Малайзія             | 42                 | 28/07/2003    | 0,04 %                             | 1,6                         |
| Чорногорія           | 41                 | 24/02/2010    | 0,03 %                             | 61,6                        |
| Сінгапур             | 39                 | 18/01/2008    | 0,03 %                             | 7,4                         |
| ОАЕ                  | 35                 | 22/09/2008    | 0,03 %                             | 4,3                         |
| Сальвадор            | 25                 | 00/00/0000    | 0,02 %                             | 4,0                         |
| Україна              | 24                 | 21/03/2008    | 0,02 %                             | 0,5                         |
| Греція               | 12                 | 24/07/2003    | 0,09 %                             | 10,7                        |
| Ірландія             | 6                  | 24/07/2003    | 0,005 %                            | 1,5                         |
| Австрія              | 3                  | 20/04/2004    | 0,002 %                            | 0,4                         |
| Ісландія             | 3                  | 24/07/2003    | 0,003 %                            | 18,3                        |
| Люксембург           | 1                  | 24/07/2003    | 0,007 %                            | 19,1                        |
| Загалом              | 112 579            |               | 100 %                              | 62,5 (середня)              |